# Walter Pegas
Walter Pegas byl licencí britského 9válcového hvězdicového motoru Bristol Pegasus, který vyráběla firmou Bristol Engine Company. Během 30. a 40. let poháněl civilní i vojenské letouny. Vyvinut byl z dřívějších modelů Bristol Mercury a Jupiter. Motor byl licenčně vyráběný v Itálii (Alfa Romeo 126 R.C.10/R.C.34), v Polsku (PZL Pegaz) a ve Švédsku (NOHAB Pegasus) a v Československu (Walter Pegas), společností A.S. Walter, továrna na automobily a letecké motory v Praze XVII – Jinonicích. Walter Pegas byl nejvíce prodávaným motorem továrny Walter mezi světovými válkami (přes 600 motorů).

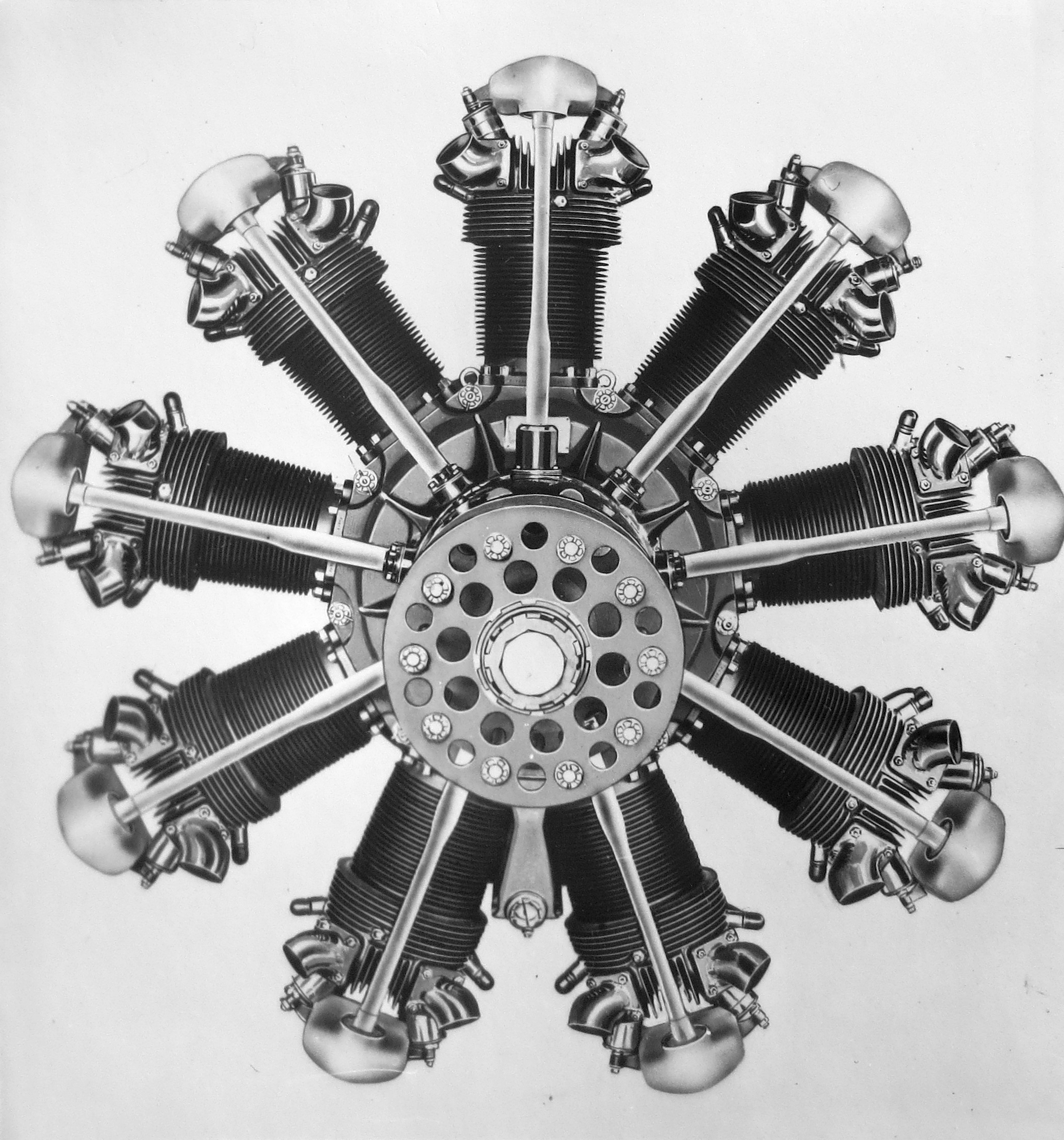
Walter Pegas II-M2 (1934)

## Vznik a vývoj
Hvězdicový devítiválec Walter Pegas si zachoval základní charakteristiky a rozměry se svými předchůdci Jupiter a Merkur (vrtání 146 mm, zdvih 190 mm a objem válců 28 628 cm³). Společnost Walter tento motor vyráběla v letech 1934–1939 v několika variantách. Prvním motorem byl motor Walter Pegas II-M2 (II-M-R) z roku 1934 o jmenovitém, nominálním výkonu o 382 kW. Krátce na to následovala varianta Pegas III-M2 (MR2V, MR2) s výkonem 480 kW. Od roku 1935 byly ve výrobě modely Pegas X-MR a XI-MR o výkonu 581 kW a Pegas XIX-MR, XX-MR o výkonu 537 kW, které se mimo výkonu lišily jiným převodem na vrtuli. 
Dne 18. října 2017 večer byly na Waltrově náměstí ve rezidenci Waltrovka odhaleny tři sochy výtvarníka Davida Černého s názvem "Pegasové". Sochy jsou napůl koňmi a napůl motory. Přední části trupů koní (včetně hlav) jsou nahrazeny leteckými motory s třílistými vrtulemi. Dílo evokuje historickou skutečnost, že v bývalé továrně - Waltrovce byly v minulosti vyráběny letecké motory Walter Pegas. Všechny sochy jsou vybaveny motorem pro pohon vrtulí.

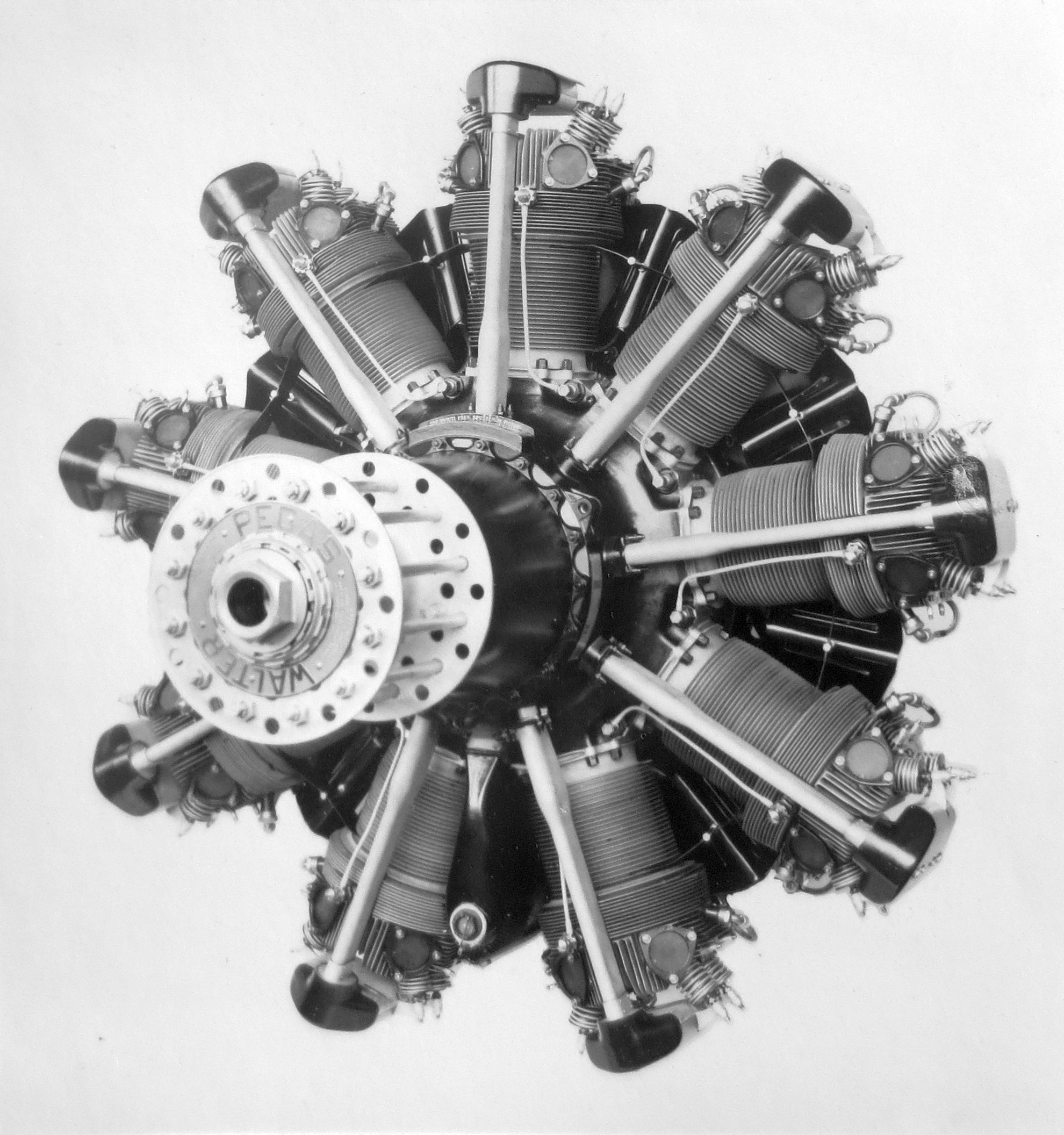
Walter Pegas III-M2 (1934)

## Použití
První dvě varianty Pegas II a Pegas III byly komerčně nejúspěšnější. Pegasů II se vyrobilo 372 ks a Pegasů III potom 235 ks, celkem 607 motorů. O pozdějších variantách Pegas X, XI, XIX a XX přesné údaje o počtu vyrobených motorů nejsou známy, uvádí se pouze 10 motorů verze XIX. Motor Walter Pegas II-M2 je součástí expozice leteckého muzea ve Kbelích.
Bezpečně nejrozšířenější aplikací v Československu byla instalace na průzkumném, pozorovacím a lehkém bombardovacím letounu Letov Š-328, který se stal ve střední kategorii nejrozšířenějším typem v československém vojenském letectvu. Byly na něm varianty motorů Pegas II-M2 (274 letounů 1.–4. série) a od 5. série Pegas III-M2 (134 letounů 5.–7. série), celkem 408 ks. Druhou aplikací byl licenční dopravní letoun a vojenský bombardovací Avia F-IX. Byl vyráběn se dvěma druhy motorů. Bombardovací verze F-IX měla motory Walter Jupiter VI a s motory Walter Pegas byla vyráběna civilní verze označená jako Avia F-IXD. Těchto letounů v Československu bylo postaveno celkem 12, z toho 9 bombardovacích. Jeden armádní F-IX byl později přestavěn na F-IXD (OK-AFH). Poslední aplikací, která se uplatnila v Československu, byl dopravní, třímotorový letoun Savoia-Marchetti S.73, který využívaly ČSA s motory Walter Pegas II-M2 a Walter Pegas III-M2.

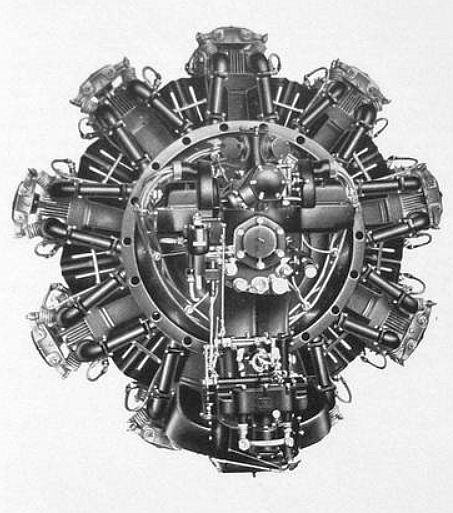
Walter Pegas III-M2, zadní pohled (1934)

Letov Š-328 byl dvoumístný, jednomotorový, vzpěrový dvouplošník. Kostra trupu byla kovová, potažená plátnem a částečně duralovými plechy. Podvozek pevný, záďový s ostruhou. Vznikl v roce 1932. Průzkumná a pozorovací verze měla dolet 700 až 1280 km a dostup 6 300 až 7 200 metrů. Bombardovací verze letounu měla ve výzbroji čtyři kulomety 7,92 mm, unesla až 500 kg bomb a její dolet činil 340 až 1250 kilometrů. Rozpětí 13,71 a délka 10,36 m, prázdná hmotnost 1680 kg. Max. rychlost 380 km v hodině. Stoupavost do 5000 m za 17 minut. V roce 1935 probíhala tzv. Národní letecká sbírka na podporu akce 1000 nových pilotů. V rámci této akce bylo ze získaných prostředků například pořízeno 14 letounů Š-328 s 20 motory Pegas II-M2 o výkonu 520/550 k.

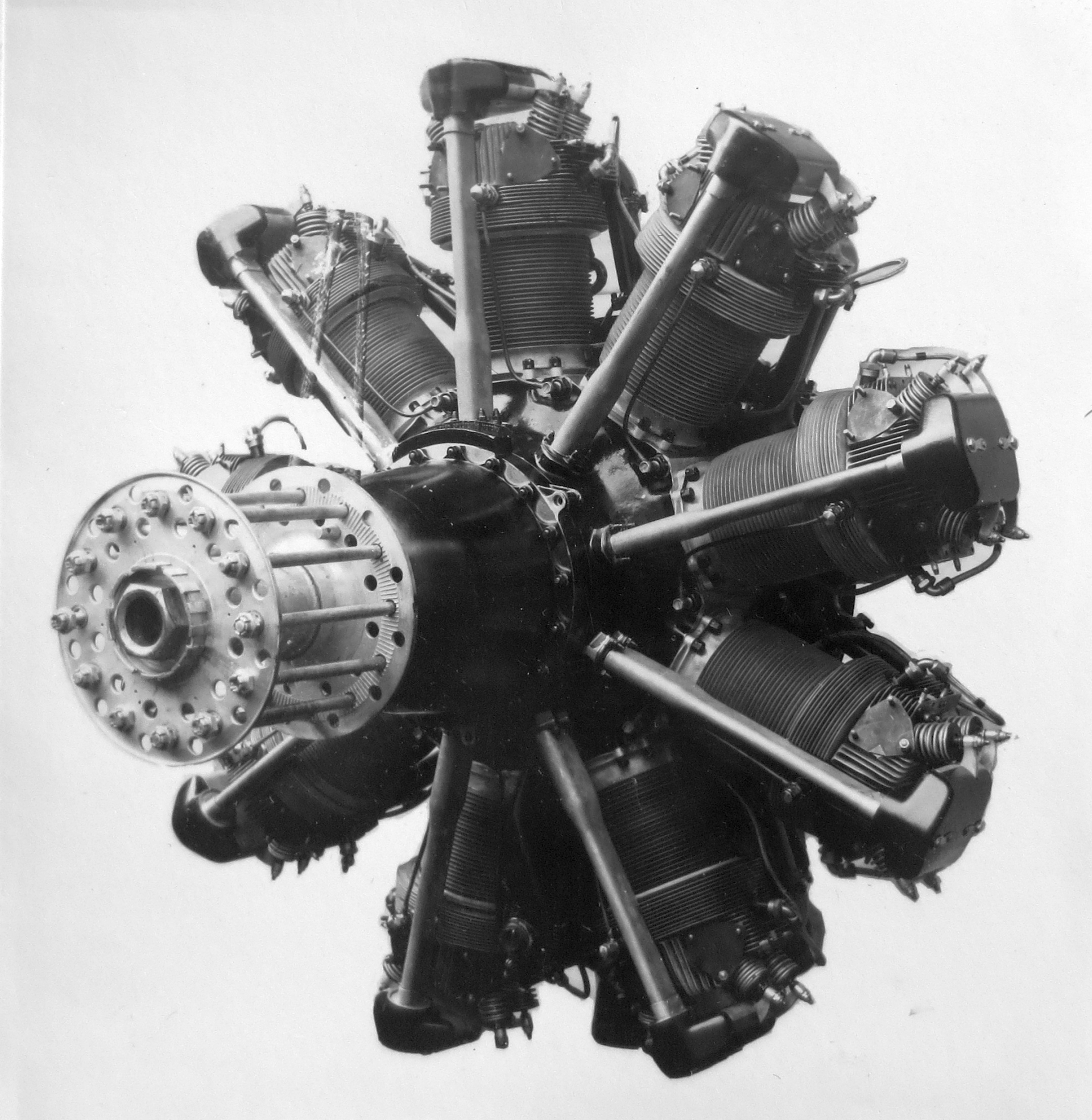
Walter Pegas X, XI (1935)

Vyráběla se i cvičná varianta, varianta pro vlek leteckých terčů, a dokonce vznikly i čtyři kusy vodní plovákové verze určené k náhradě tehdy již letitých Aero A-29. Stroje sloužily od roku 1935 vždy v létě k vlekání terčů pro protiletadlové dělostřelce v Boce Kotorské v Jugoslávii. Letov pro ně použil pro urychlení práce plováky firmy Short. Po okupaci v březnu 1939 soupis hlavního štábu z 18. března 1939 vykazoval 293 Letovů Š-328 ukořistěných Němci. Část strojů se dostala do výzbroje Slovenského státu (64 ks), část Němci prodali spojeneckému Bulharsku (62 ks, za 40 % původní ceny), zbytek do zabaveného počtu sami použili k výcviku u leteckých škol, k vlekání vzdušných terčů a kluzáků a později pro výzbroj nočních lehkých bombardovacích letek. Ze strojů ve vlastnictví Slovenských vzdušných zbraní se několik strojů účastnilo bojů během SNP za obnovení Československa. Jeden ze sedmi Š-328 Kombinované letky startující z letiště Tri Duby u Zvolena sestřelil v září 1944 za Slovenského národního povstání německý Focke-Wulf Fw 189. Žádný stroj Letov Š-328 se do současnosti bohužel nedochoval a nebyla ani projevena snaha zjistit, co je pravdy na zachování několika strojů z výzbroje slovenského státu v SSSR, kam přelétly, a odkud prý přišla nabídka na jejich vrácení za finanční úhradu.

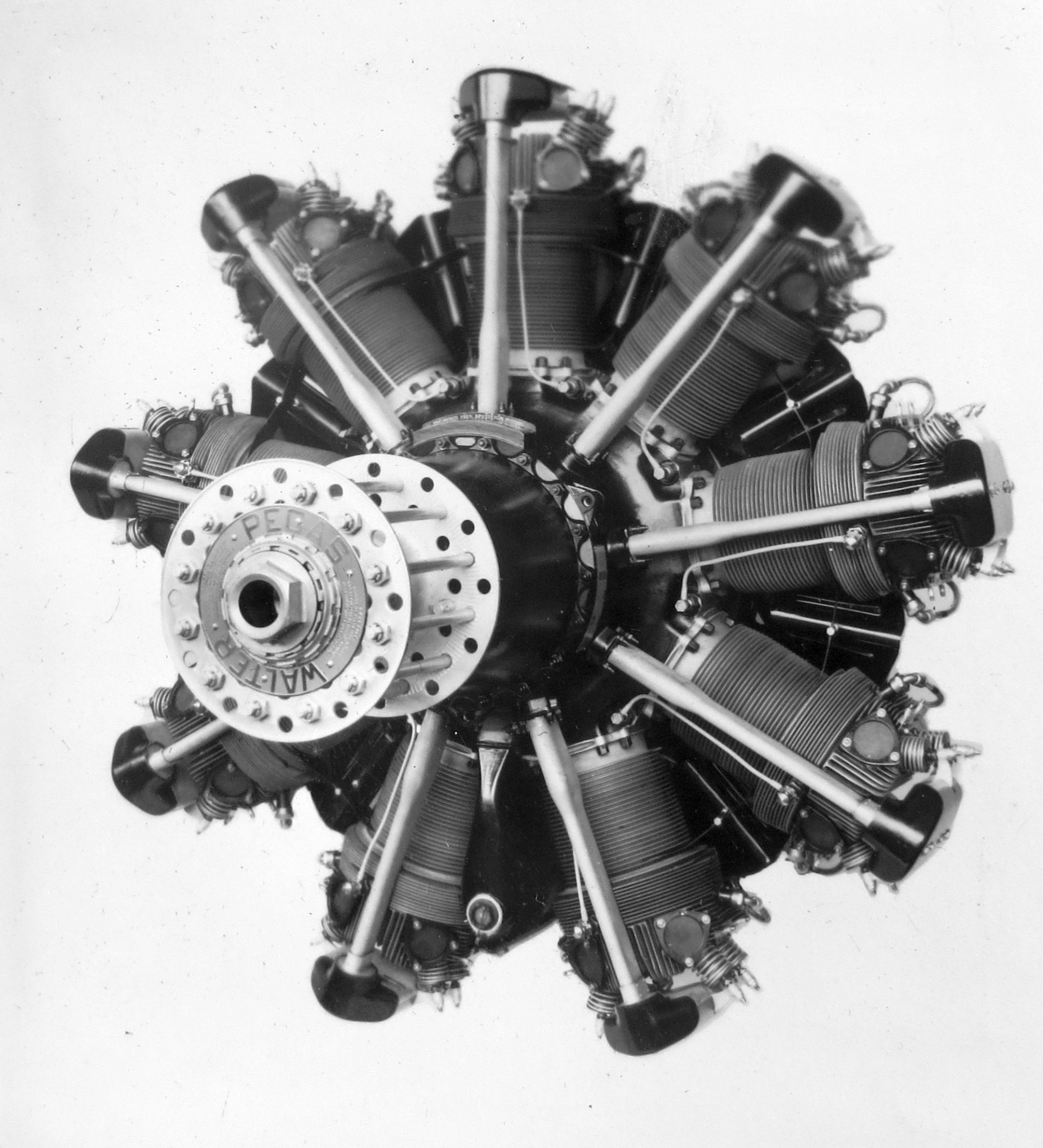
Walter Pegas XIX, XX (1935)

Obchodní politika nizozemského výrobce Fokker (Antony Fokker) byla postavena i na možnosti zástavby do jeho dopravních letounů prakticky jakéhokoli motoru o výkonu 145–300 kW, což zvyšovalo možnosti exportu. Takto vznikla i verze Fokker F-VIIb-3m, které byly licenčně postaveny v Avii s motory Walter Castor jako Avia F-VIIb-3m. Zvětšením této konstrukce vznikl letoun Fokker F-IX. Tato letadla F-VIIb-3m a F-IX resp. F-IXD obsluhovala většinu evropských linek obou československých dopravců (ČSA, ČLS) i Baťovy letecké společnosti. Letadla Avia F-IX byla vyrobena ve dvou variantách, v dopravní verzi označené F-IXD s motory Walter Pegas a ve vojenské verzi jako F-IX (Avia F-39) s motory Walter Jupiter. Dopravní verzi s motory Walter Pegas II-M2 vyrobila Avia ve 3 exemplářích. Stroje ČSA obdržely poznávací značky OK-AFF a OK-AFG. U ČSA nalétaly F-IXD v krémové barvě celkem 686 249 km a 4 085 hodin. Třetí stroj v luxusní úpravě kabiny sloužil jako osobní stroj velitele československého letectva generála Jaroslava Fajfra. Vojenské letectvo s 12 vyrobenými těžkými, bombardovacími letouny F-IX (s motory Jupiter VI), které tvořily po dlouhou dobu základní výzbroj československého letectva v této kategorii, počítalo i pro transport výsadkářů. Tomu však zabránila nacistická okupace, ukořistěné československé stroje využívalo nacistické letectvo.

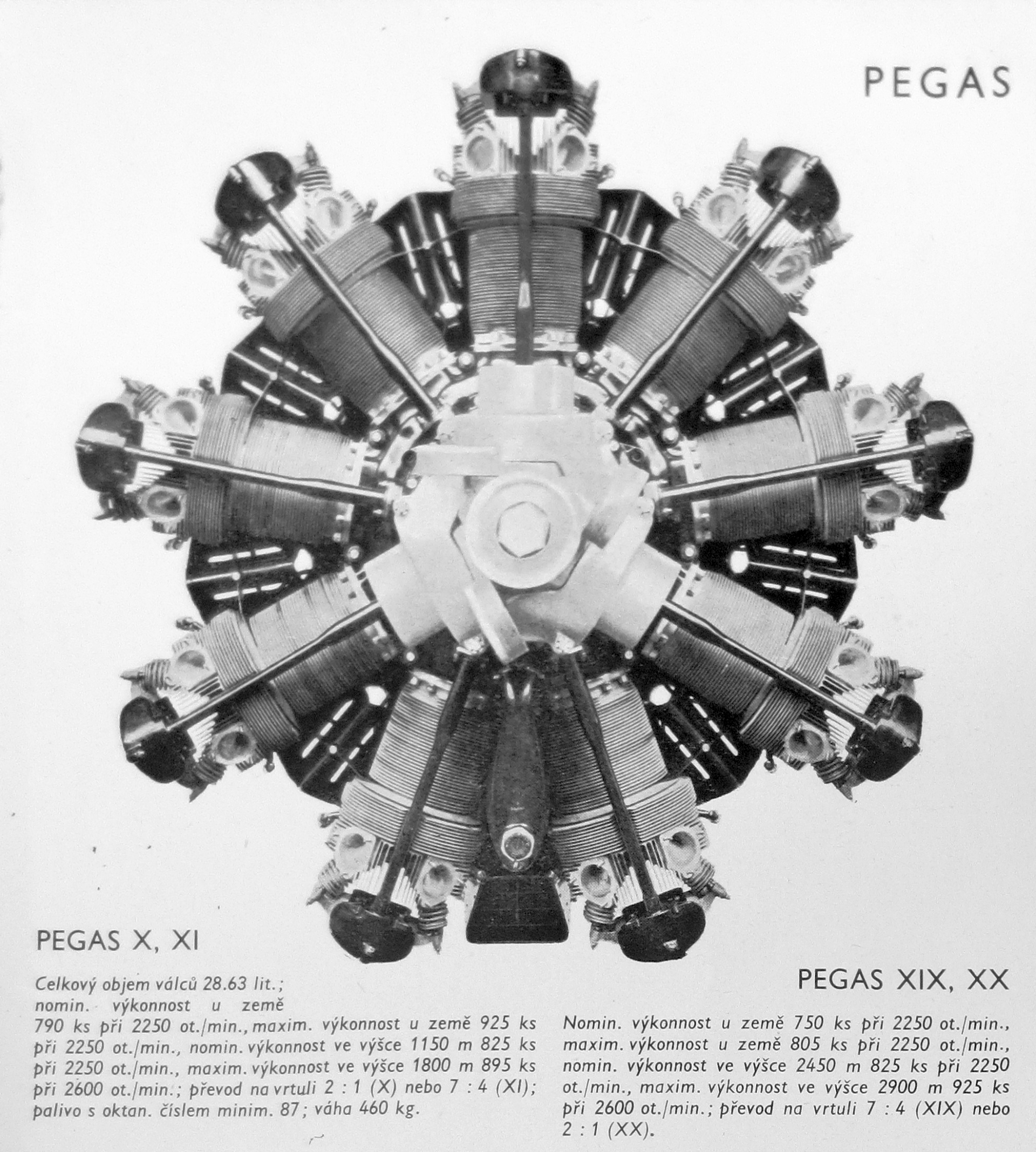
Walter Pegas X, XI, XIX, XX (1935)

Savoia-Marchetti SM.73 (1934) byl třímotorový dopravní dolnoplošník, kterému 3 motory propůjčovaly maximální rychlost 328 km/h (1700 m) a cestovní rychlost 280 km/h ve výšce 2000 m. Letoun měl zdvojené řízení, radiostanici pro navigátora, palubní bufet, toaletu, 17 míst pro cestující s jejich zavazadly a nákladní prostor na zboží do 3500 kg. Byl používán leteckými společnostmi SABENA, Ala Littoria, Avio Linee Italiane a ČSA. V Československu byl tento letoun osazen motory Walter Pegas II-M2, později Walter Pegas III-M2. Šest letadel u ČSA bylo nasazováno na pravidelné linky vnitrostátní i mezinárodní, z Prahy do Bukurešti a z Prahy do Benátek (OK-BAB až OK-BAG). Provoz a trati Praha–Benátky byl oficiálně zahájen 20. května 1937. Linku na trase Bratislava – Celovec (Klagenfurt) – Terst společně provozovaly ČSA a Ala Littoria. Jeden z československých letounů (OK-BAG) havaroval v srpnu 1938 v Českém lese a byl zcela zničen. Celkem SM.73 u ČSA nalétaly 5 371 hod a 1 233 302 km.
Podle výrobce Walter byly motory Walter Pegas použity ještě na dalších, více než 15 typech letounů, zřejmě se však jednalo o jednotlivé instalace a nebo ve svých materiálech výrobce použil dokumentaci s motory Bristol Pegasus, popřípadě s jinými licencemi tohoto motoru.

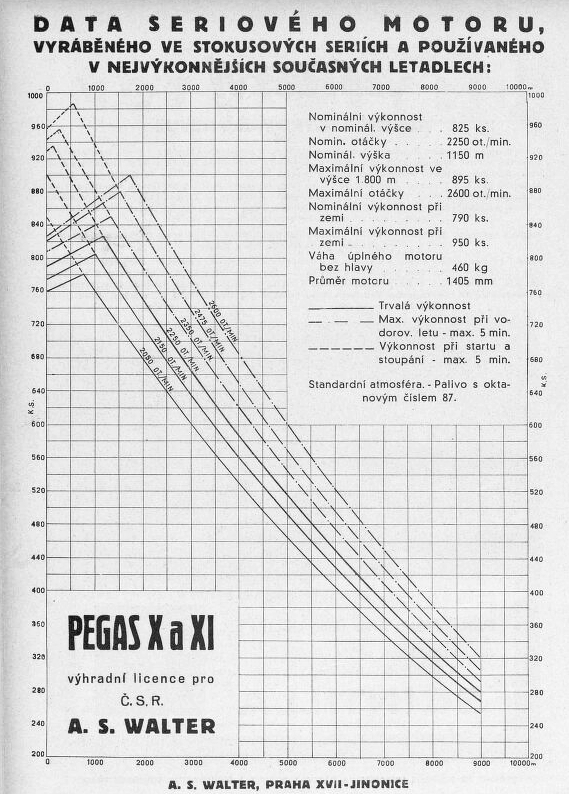
Walter Pegas X a XI (charakteristiky)

## Použití v letadlech
- Avia F-IXD
- Letov Š-328
- Savoia-Marchetti SM.73

## Specifikace

### Technické údaje[1][18]
- Typ: čtyřdobý zážehový hvězdicový devítiválcový letecký motor
- Vrtání válce: 146 mm
- Zdvih pístu: 190 mm
- Celková plocha pístů: 1507 cm²
- Zdvihový objem motoru: 28 628 cm³
- Průměr motoru: 1405 mm
- Délka motoru: 1549 mm
- Hmotnost suchého motoru: 460–485 kg (dle typu)

### Součásti
- Rozvod: OHV, 2 sací a 2 výfukové ventily na válec
- Palivový systém: karburátor Claudel-Hobson
- Předepsané palivo: směs benzinu, benzolu a lihu v poměru 6:2:2, 77–87 oktanů (dle typu)
- Spotřeba paliva: 250–275 g·h−1·k−1 / 340–374 g·h−1·kW−1 (dle typu)
- Zapalování:
- Kompresní poměr: 5,5:1 (II), 6,0:1 (III), 6,5:1 (X, XI, XIX, XX)
- Kompresor: odstředivý kompresor
- Mazání: tlakové oběžné, se suchou klikovou skříní
- Pohon: dřevěná dvoulistá nebo kovová třílistá vrtule
- Převod na vrtuli: Farman – 3 : 2, 2 : 1 (X, XX), 7 : 4 (XI, XIX)
- Chladicí systém: chlazení vzduchem

### Výkony
| Typ motoru           | Pegas II-M2                | Pegas III-M2V              | Pegas III-M2               | Pegas X-MR, XI-MR          | Pegas XIX-MR, XX-MR        |
| nominální výkon      | 520 k (382 kW)/2000 ot/min | 520 k (382 kW)/2000 ot/min | 650 k (480 kW)/2200 ot/min | 790 k (581 kW)/2250 ot/min | 730 k (537 kW)/2250 ot/min |
| startovací výkon     | 580 k (427 kW)/2300 ot/min | 580 k (427 kW)/2300 ot/min | 740 k (545 kW)/2420 ot/min | 950 k (699 kW)/2600 ot/min | 790 k (581 kW)/2500 ot/min |
| nominální výška      | 1300 m                     | 2200 m                     | 1500 m                     | 1150 m                     | 2600 m                     |
| výkon v nom. výšce   | 550 k (404 kW)             | 570 k (419 kW)             | 690 k (507 kW)             | 825 k (607 kW)             | 800 k (588 kW)             |
| výška pro max. výkon | 1900 m                     | 2550 m                     | 1750 m                     | 1800 m                     | 2700 m                     |
| max. výkon ve výšce  | 610 k (449 kW)             | 630 k (/463 kW)            | 730 (537 kW)               | 895 k (658 kW)             | 900 k (662 kW)             |

## Galerie

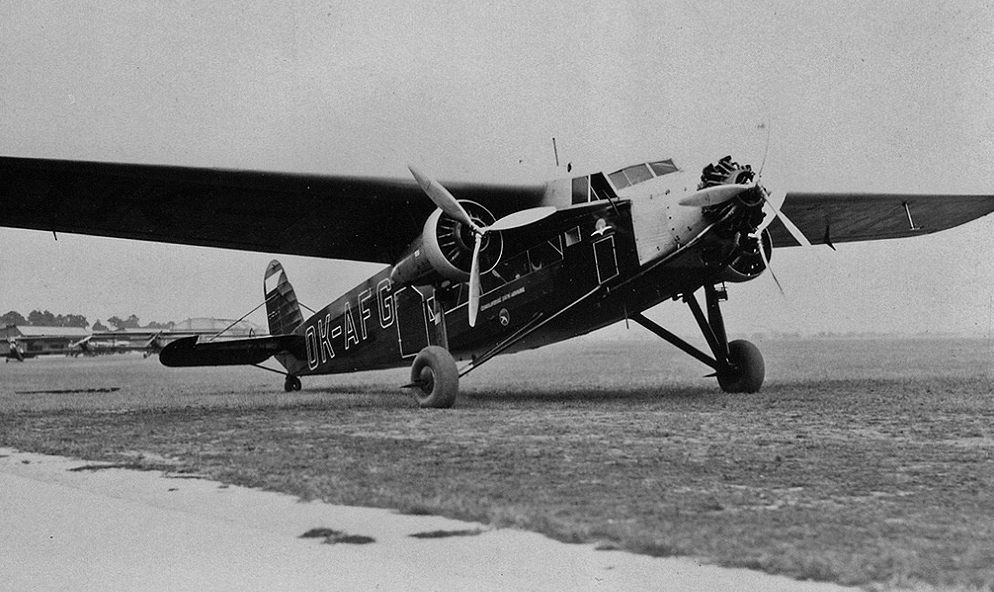
Avia Fokker F-IXD a Walter Pegas (OK-AFG)
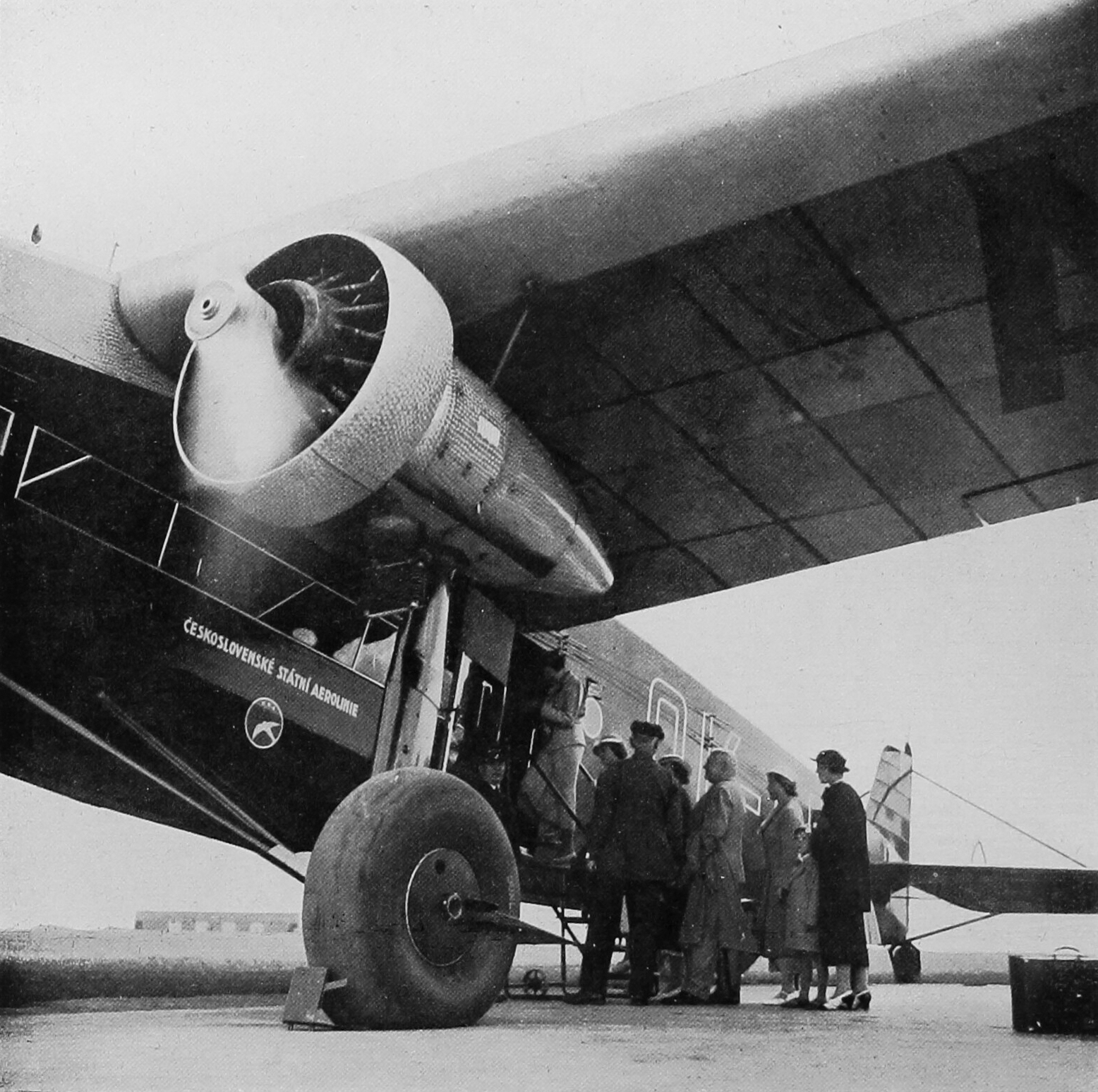
Avia Fokker F-IXD a Walter Pegas II-M2 (1935)
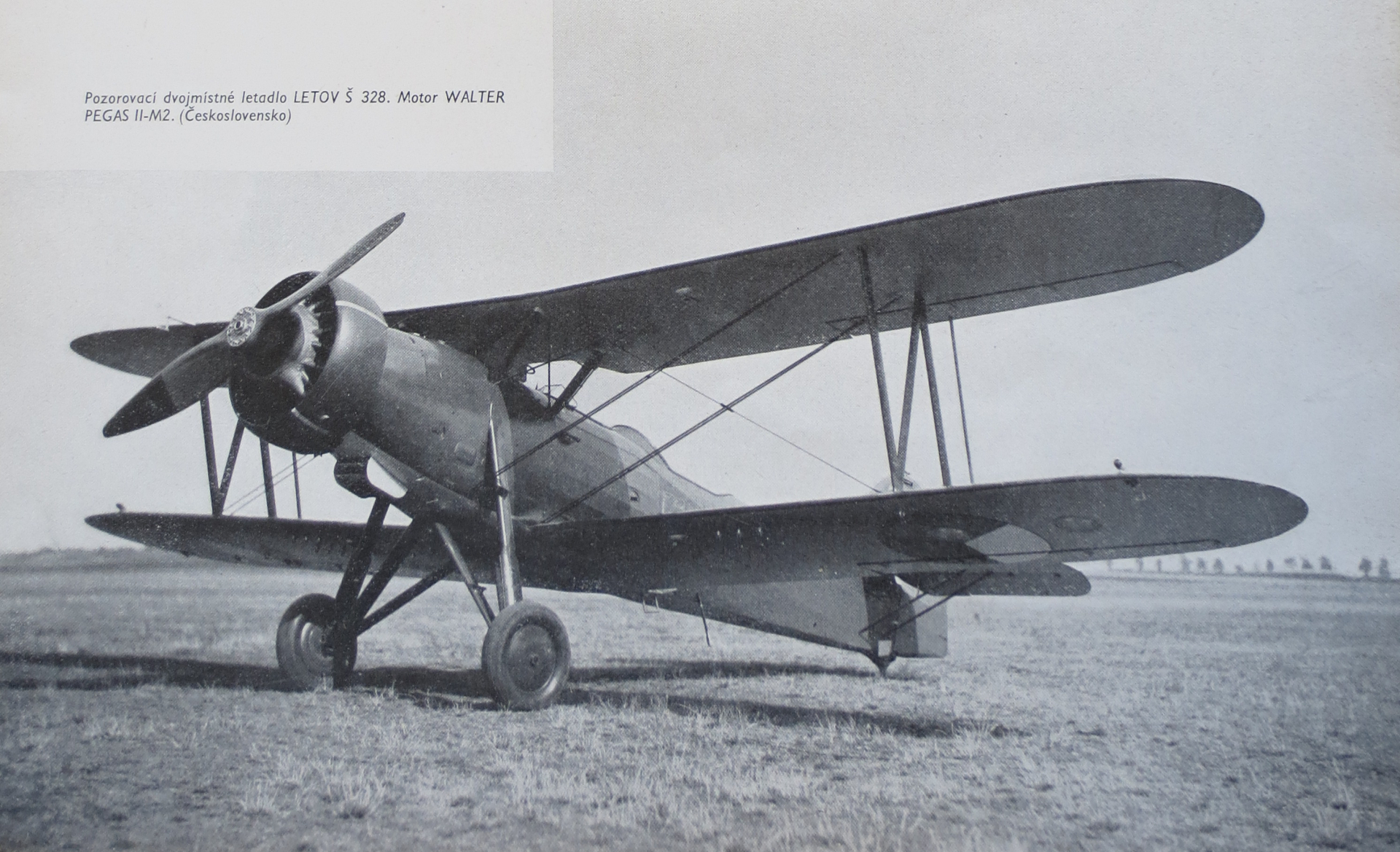
Letov Š-328 a Walter Pegas II-M2 (1934)
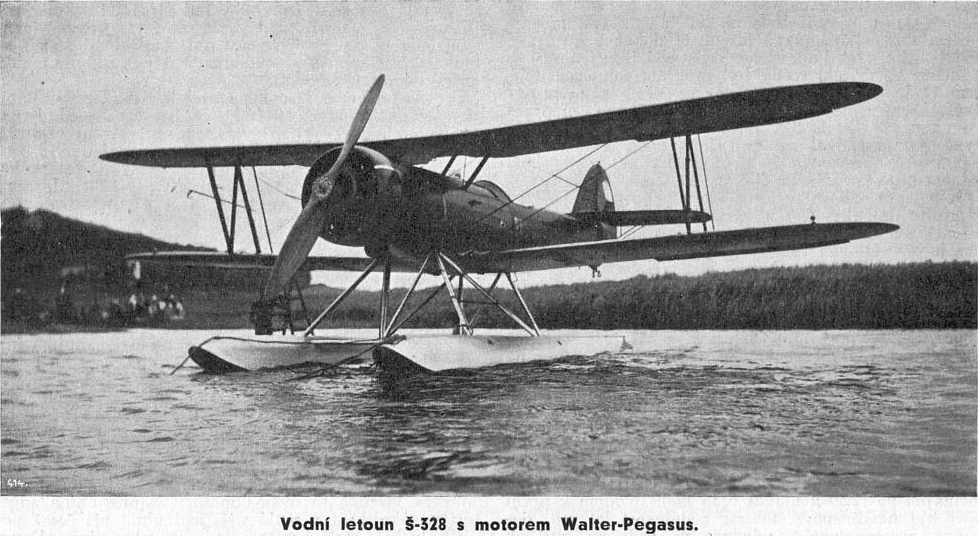
Hydroplán Letov Š-328 a Walter Pegas II-M2 (1935)
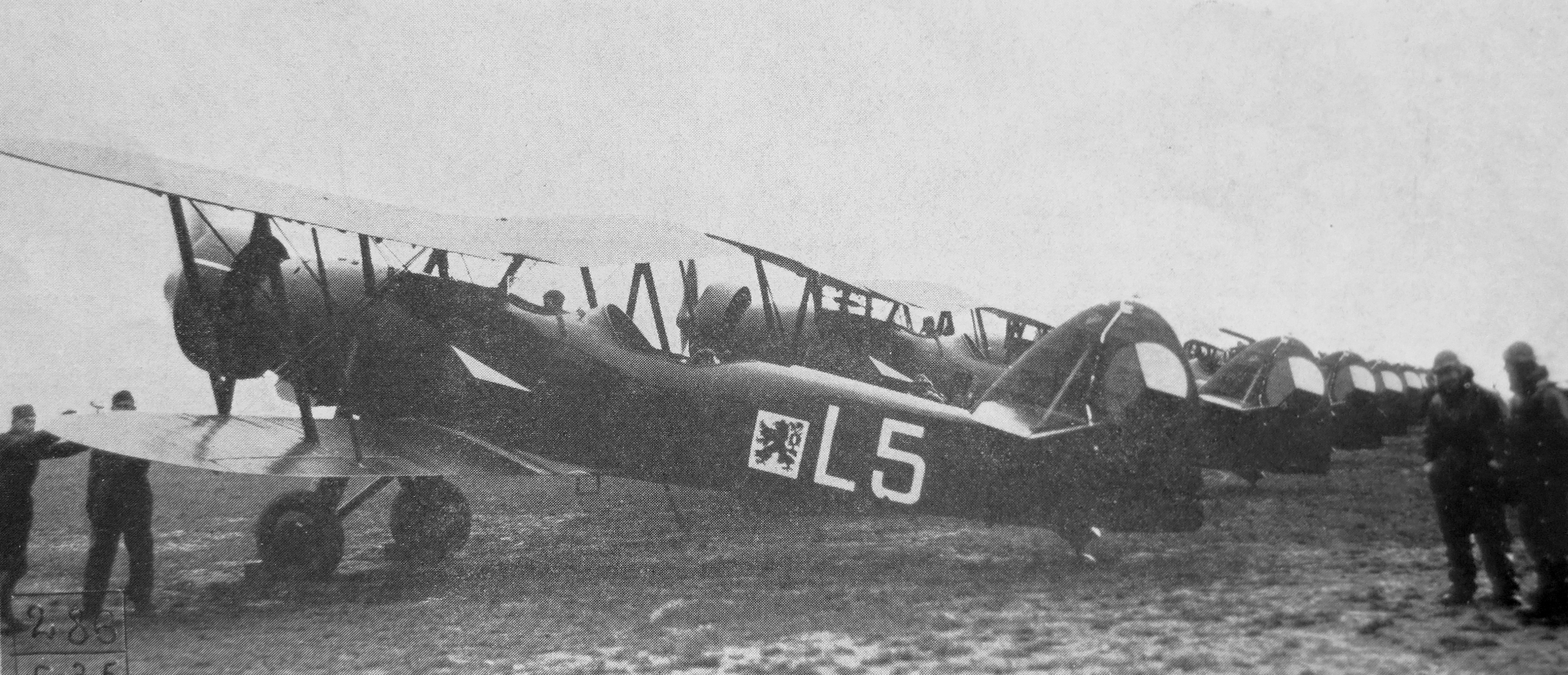
Průzkumný Letov Š-328 a Walter Pegas II-M2
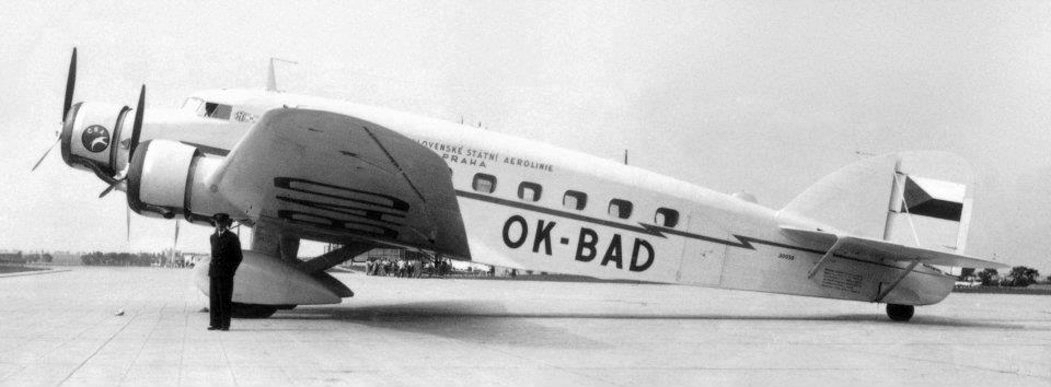
Savoia-Marchetti SM.73 a Walter Pegas II-M2 (OK-BAD)
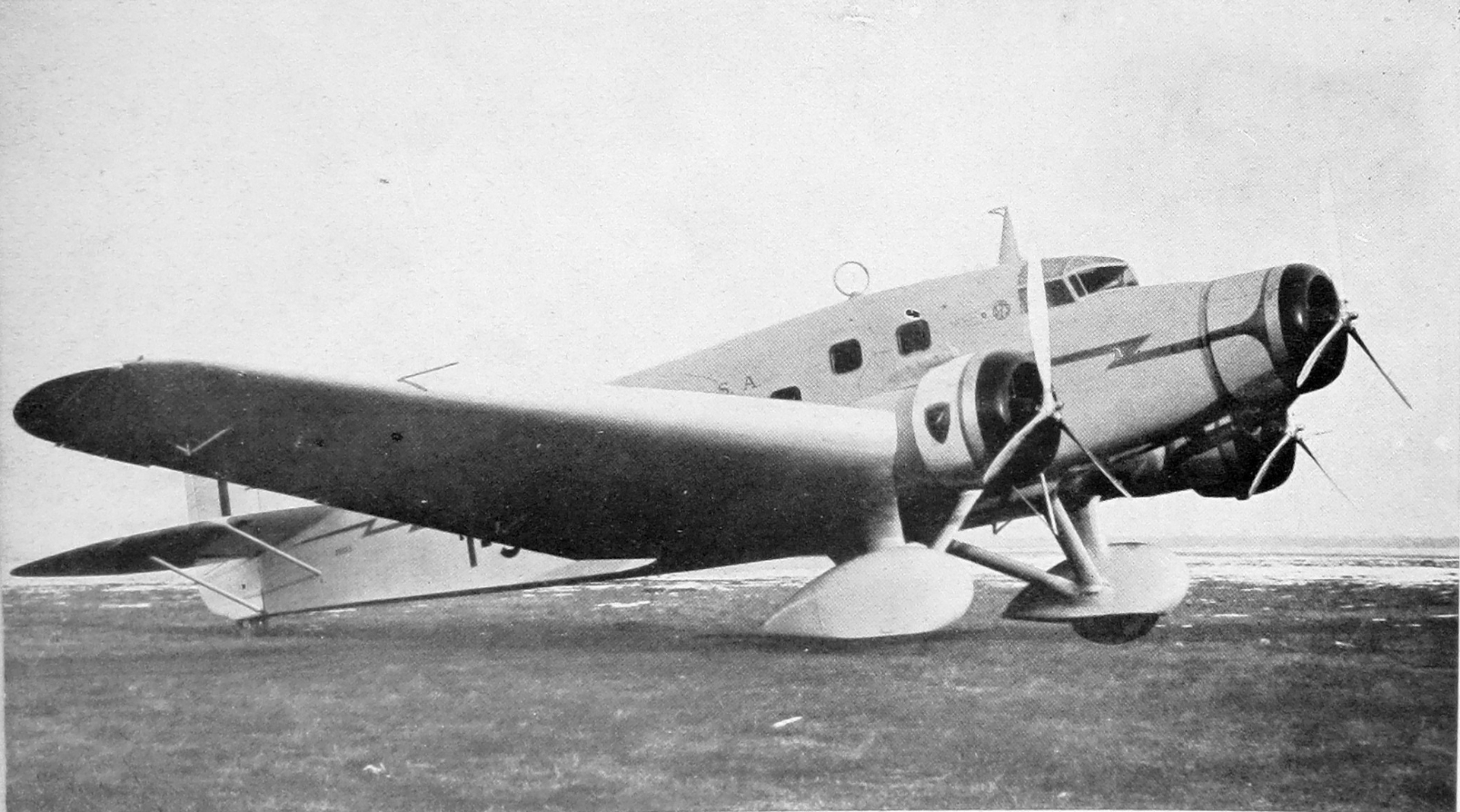
Savoia-Marchetti SM.73 a Walter Pegas II-M2